# Бездонное (деревня)
Бездо́нное — деревня в составе Суровского сельского поселения Новодеревеньковского района Орловской области России.

## География
Деревня находится в северо-западной части Новодеревеньковского района в полутора километрах от автодороги Новосиль — Хомутово в 10 км от сельского административного центра Кулешей.

## Название
Название получено по Бездонному колодцу, то есть по глубокому «не имеющего дна», вблизи которого образовалось поселение.

## История
Поселение образовалось около 1770 года, так как на карте ПГМ оно уже обозначено. В письменных документах упоминается за 1782 год в 4-й ревизской сказке Новосильского уезда Тульского наместничества, где значится как вновь поселённая деревня Бездонная, жители которой по прежней 3-й ревизии (1763 год) числились в селе Воротынцово. Крестьяне относились к казённому (государственному) ведомству. Деревня относилась к приходу Михаило-Архангельской церкви села Вышняя Пшевь (Косарево). В 1915 году в деревне насчитывалось 176 крестьянских дворов, имелась земская школа.

## Население
| 1857 | 1859 | 1915  | 2010 |
| ---- | ---- | ----- | ---- |
| 747  | ↗758 | ↗1579 | ↘0   |